# Recolhimento do Ferro
O Recolhimento do Ferro é um antigo edifício religioso de assistência (recolhimento), localizado na freguesia da Sé, Porto, tendo em anexo a Igreja de Nossa Senhora do Patrocínio.

## História
Foi fundado no século XV na zona da Sé, à entrada da Rua Escura. Funcionava como um albergue de prostitutas e mulheres abandonadas. Tinha uma capela pegada, que ostentava na frontaria o ano de 1681 que corresponde a uma remodelação, dado que a capela era provavelmente mais antiga. Era ocupada pelos meninos do coro da Catedral, mas quando eles abandonaram o pequeno prédio, este foi ocupado por mulheres sem recursos e viúvas pobres. Em 1681, o anexo onde se recolhiam as mulheres é alvo de obras e é criado o Recolhimento do Ferro.
A capela chamava-se Capela de Nossa Senhora do Ferro porque tinha um ferro atravessado de lado a lado da porta, supostamente mandado colocar devido a um privilégio concedido por um dos nossos primeiros reis: o condenado que saísse da Cadeia do Aljube e por ali passasse para ser enforcado e conseguisse chegar a tocar no ferro já não seria executado. É sabido que os condenados tinham que passar diante da capela. Não consta que algum condenado tenha evitado a morte por beneficiar do privilégio. Posteriormente, foi também conhecida por Capela de São Sebastião, por causa de uma imagem do santo protector contra a peste que foi ali guardada pela Diocese no fim do século XVIII, após a demolição da Porta de S. Sebastião, uma das quatro portas da Muralha Primitiva do Porto. Em 1854, com a epidemia de cólera-mórbus, sabe-se que os moradores da Sé invocaram a protecção de São Sebastião e escaparam "milagrosamente", passando a comemorar ao santo todos os anos, a 20 de Janeiro.
Nos começos do século XVIII pensou-se em remodelar e melhorar as instalações. Mas a ideia não foi por diante. Em frente, na rua de S. Sebastião, do Aljube, era possível ver o que se passava no interior do recolhimento, pelo que o novo recolhimento seria construído nas Escadas do Codeçal em terrenos que uma senhora D. Josefa Maria doara por escritura de 17 de Março de 1729. A doadora impôs por condição que o recolhimento tomasse por padroeira Santa Maria Madalena, por recolher prostitutas que desejassem abandonar a "velha profissão", bem como mulheres casadas e de família com o avalo dos maridos. Hoje chega a dizer-se, erradamente, que aqui eram enclausuradas as adulteras pelos seus maridos. Aqui as internadas viviam modestamente, sustentando-se "com o produto do seu trabalho" Observavam regras muito rígidas. As regentes da instituição eram eleitas por todas as internas mas os estatutos não permitiam a realização de festas para festejar a eleição da dita regente.
No século XIX o edificio foi abandonado por causa das Invasões Francesas e das Lutas Liberais. Extinto, ficou abandonado. Nos anos 30 do século XX, os rebentamentos de explosivos para a abertura do Túnel da Ribeira abalaram-no, tendo sido restaurado e sendo hoje propriedade da Junta de Freguesia da Sé, que lá instalou o seu centro social e cultural.

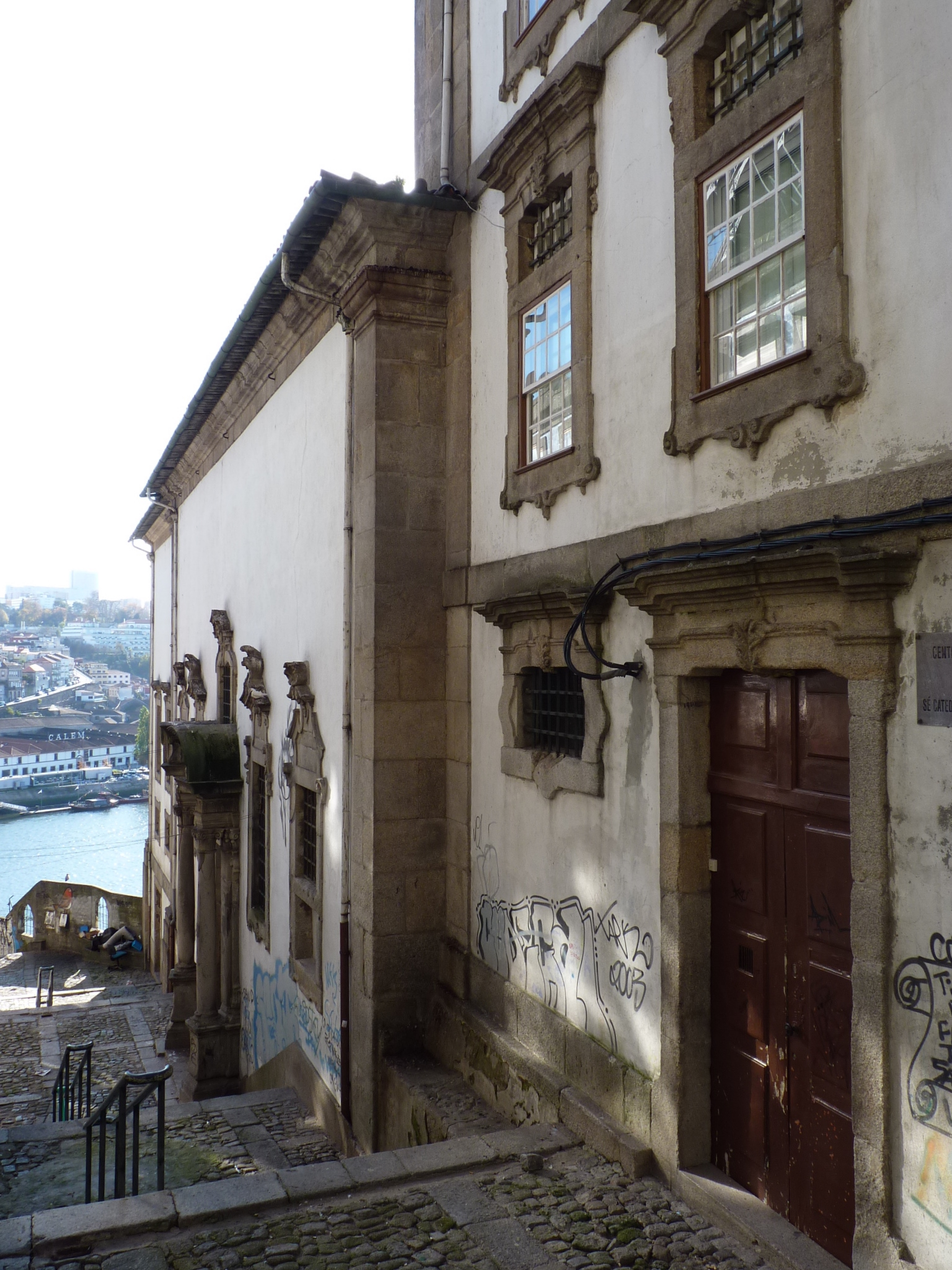
Escadas do Codeçal
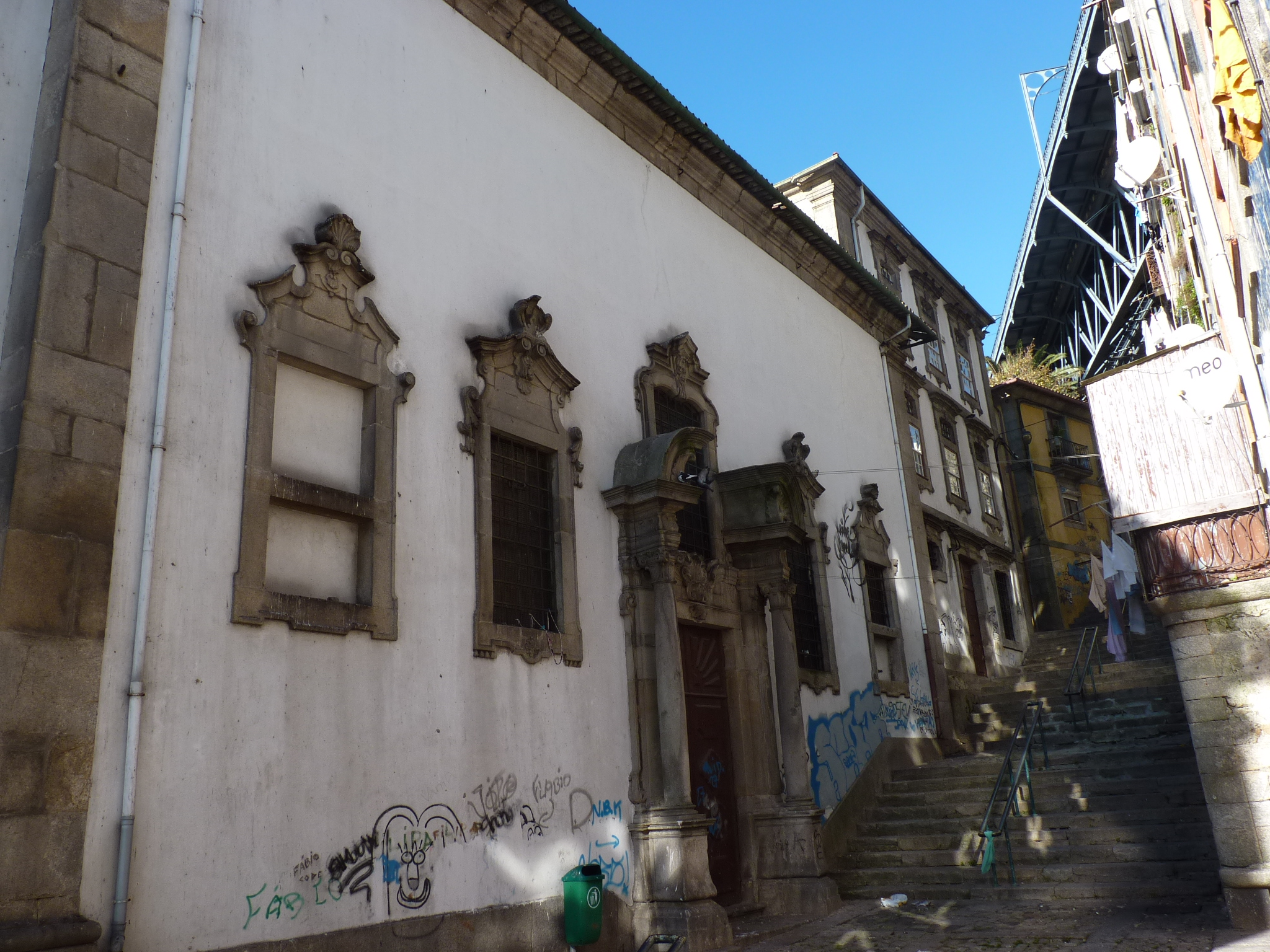
Igreja de Nossa Senhora do Patrocínio
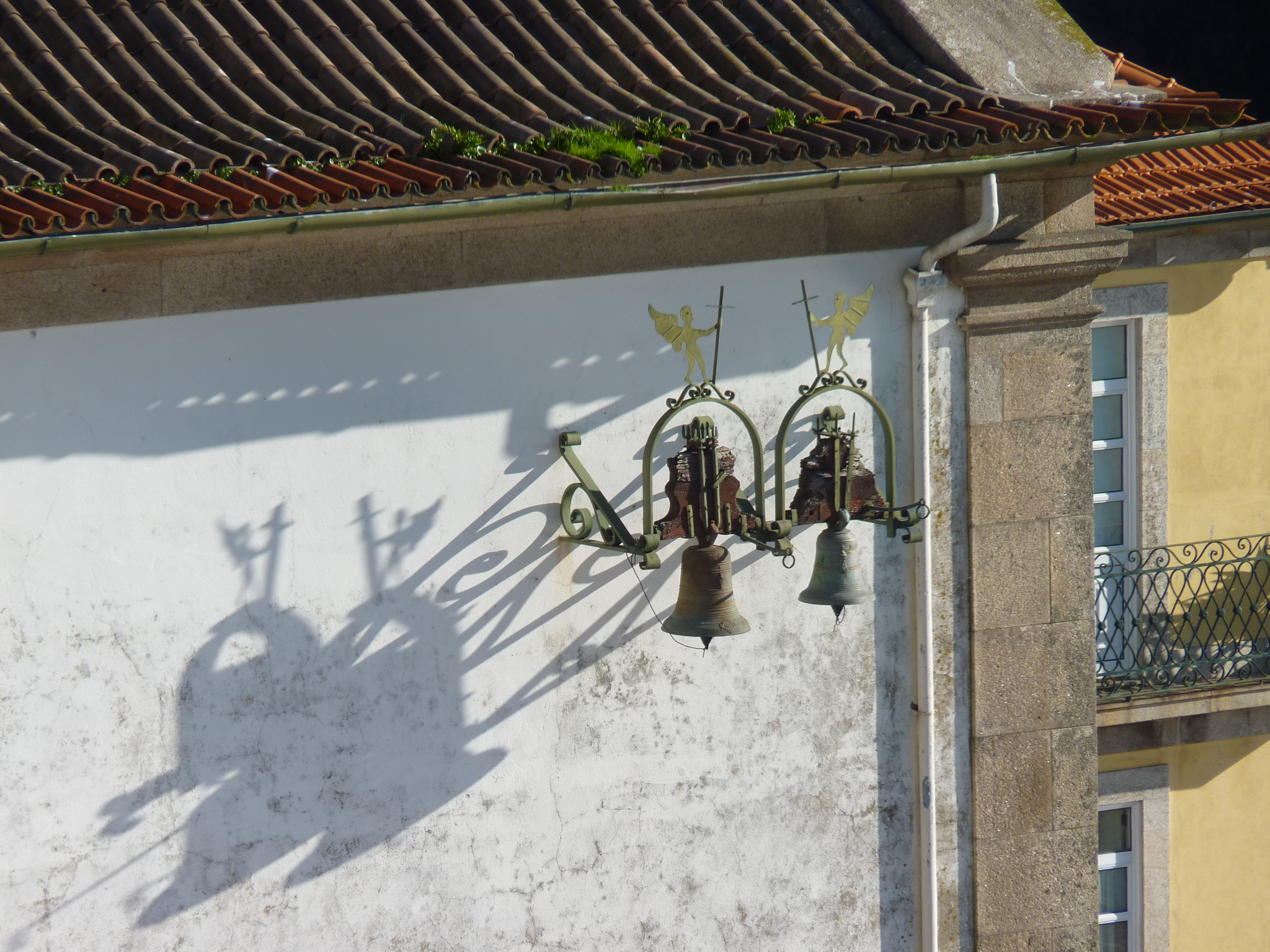
Sinos